# Димитрије Савић
Димитрије Савић (Београд, 29. септембар 1898 — Београд, 16. април 1981) био је српски и југословенски електро-машински инжењер, професор Електротехничког факултета у Београду и Машинског факултета у Београду, члан Српске академије наука и уметности (САНУ), почасни доктор Универзитета у Београду. Активно је учествовао у планирању, пројектовању, изградњи и експлоатацији термоелектрана у земљи. Био је најзначајнији пројектант термоелектрана и топлана у Србији.

## Биографија
Рођен је 29. септембра 1898. у Београду, од мајке Данице и оца Милутина.

### Школовање
Основну школу и гимназију је завршио у Београду. Током Првог светског рата је прекидао школовање. Након Повлачења српске војске 1915. године, због болести је био приморан да остане у Београду и током окупације је био интерниран у Београдској тврђави.
Одмах након ослобођења 1918. је почео да ради као магационер у термоелектрани на Дорћолу. Након што се поверио свом старијем колеги да би желео да се упозна са радом електричне централе, с обзиром да је намеравао да студира технику, колега се заложио да му помогне да се запосли као ложач у ложионици централе. Када је белгијска фирма 1919. преузела електрану престао је да ради у њој и почео је да студира на Техничком факултету.
Без тешкоћа је полагао испите и дипломирао је 1923. године.
Успешно се бавио спортом. Као студент је играо фудбал у „Соколу” (1919—1922), а од 1922. се налазио у управи Београдског лоптачког подсавеза, тада најјачег у земљи.
Војни рок је служио у Краљевској морнарици 1923/24. Након завршетка војног рока и полагања одговарајућих испита, унапређен је у резервног поручника у морнарици, а 1940. је унапређен у резервног капетана у морнарици.

### Инжењер у међуратном периоду
Од 1. септембра до половине 15. новембра 1924. је радио као инжењер надничар, на снимању терена за потребе мелиорације у Среском хидротехничком одељку у Новом Саду.
12. јануара 1925. године се запослио као инжењер у Дирекцији трамваја и осветљења у Општини града Београда са радним местом у Београдској електиричној централи, где је радио све до 30. октобра 1931. године. Централа је имала погон на парну машину, код које су највећи проблем представљали преносни каишници, који су због велике ширине често спадали. Вештом интервенцијом при спадању каишника, успевао је да спречи од дужег нестанка електричног осветљења у граду.
Већ новембра 1926. године је постао шеф одељења новоградње. Руководио је монтажом котлова и парних турбина и пројектовао један димњак висине висине 85 метара.
Државни технички испит је положио 1927, 1928. је постао шеф Машинског одељења, а јануара 1930. и шеф целе Машинске службе.
Након што је изграђена ТЕ „Снага и светлост“, постао 1. новембра 1931. њен технички управник. Годину дана је провео на стручном усавршавању у фабрикама парних котлова у Немачкој и Швајцарској, где је започео научноистраживачки рад на проучавању сагоревања лигнита. Ова област се у време налазила тек у зачетку у индустријски развијеним земљама. Након што се вратио у Београд проучавао је утицај лигнита и његовог летећег пепела на поједине елементе котлова у ТЕ „Снага и светлост“. Након незнатне реконструкције и подешавања, успео је да увећа производњу паре за око 30%.
С обзиром да је доминантни енергетски ресурс у Србији лигнит, након 1923. године у Термоелектрани на Дорћолу су постављени котлови на лигнит, а касније су исто тако постављени и у новоотвореној ТЕ „Снага и светлост“. Међутим квалитет лигнита се неповољно одражавао на рад котлова. Страна искуства у овој областни нису била од помоћи, а ложишта котлова набављаних у иностранству нису одговарала домаћем лигниту. Због тога је Савић са групом колега, електромашинских инжењера, започео вишегодишња истраживања и уложио велики труд на испитивању особина домаћег лигнита и побољшавању карактеристика котлова, а његова решења била су економична, једноставна и оригинална. Резултате својих истраживања је такође објављивао у бројним часописима.
На месту управника ТЕ „Снага и светлост” је остао све до 15. јула 1945. Пред повлачење из Београда немачки окупатор је октобра 1944. онеспособио централу, али је Савић са групом сарадника на време успео да склони резервне делове главног склопа, тако да је централа већ у новембру 1944. била поново оспособљена и стављена у погон.

### Послератни период
Током Другог светског рата многи постојећи енергетски погони су оштећени или уништени, а производња електричне енергије је била нижа од предратне. Почетком 1946. је донет Први план електрификације Југославије, којим је предвиђена изградња високонапонске преносне мреже напона 110 kV, а затим и на 220 kV, за повезивање извора и потрошача.
Након рата је постављен за техничког директора „Електричног предузећа Србије“, које је основало ресорно министарство. Предузеће се бавило електроенергетиком, односно производњом, преносом и дистрибуцијом електричне енергије, обнављањем у рату порушених објеката, пројектовањем нових хидроелектрана и термоелектрана и преносне мреже високог напона.
Радио је на обнављању електрана у Лесковцу, Нишу, Зајечару Вреоцима и Приштини и учествовао на пројектовању хидроелектрана на Власини, Овчар Бањи, Међувршју, далековода Краљево—Чачак, Вучје—Лесковац, Вреоци—Беогад, као и термоелектрана „Мали” и „Велики Костолац” (1948), „Колубара” (1956—1960), „Косово” (1952, 1962—1966), ТЕ Соко ТЕ Обреновац (касније ТЕНТ, 1971).
Након доношења Резолуције Информбироа 1948. године, социјалистичке земље, са Совјетским Савезом на челу, су обуставиле сваку врсту економске помоћи Југославији и престала је испорука свих уговорених генератора, турбина и друге опреме за изградњу електрана. Савић је тада добио задатак да испита могућност набавке опреме на Западу.
Постављен је 1950. за директора Савезног бироа за пројектовање термоелектрана, „Термоелектропројект“, у оквиру Министарства електропривреде ФНРЈ. Исте године му је поверен посао руковођења градњом и стављањем у погон ТЕ Велики Костолац, у то време највеће термоелектране у Србији.
Уз огромно залагање и пожртвовање, теоријско и практично знање је решавао све проблеме настале из потребе реконструкције котлова и постројење успешно довео у рад. С обзиром да су набављени котлови били предвиђени за квалитетнији угаљ, морао је да реконструише котлове, што је био један од првих таквих случајева у Европи. На пример, на самом почетку рада ТЕ Костолац А појавиле су се погонске тешкоће са великим осцилацијама пламена у котловима, посебно приликом промене оптерећења и сагоревања лошијег лигнита. Проблем је решио постављањем појаса за паљење спрашеног угаља и уклањањем недостатака у млиновима за угаљ, након чега је успостављен стабилан и економичан погон.
Успешно је решавао и друге погонске проблеме у термоелектранама, постижући да погони постану сигурни и економични. На ТЕ Косово у блоку А са опремом из САД, при пуштању у рад је дошло до експлозије у ложишту котла. Савић је у сарадњи са професором Ј. Шелом обавио вештачење, при чему су утврђени пропусти у процедури за кретање, применом неодговоарајућег снабдевања котла течним горивом. Савић је предложио исправке решења за снабдевање котла, које су коришћене и при пројектовању осталих блокова.
После реорганизације Савезног бироа постао је директор Бироа термоелектрана у новооснованом „Енергопројекту” 1951. Радио је на пројектовању термоелектрана „Косово”, „Колубара” и „Обреновац”. Руководио је и учествовао је пројектовању енергана, електрана за спрегнуту производњу топлотне и електричне енергије, као што су Зеница (1951), Лукавац (1952), Вискоза-Лозница (1957), као и прве прве топлане са гасним турбинама Нови Београд, које су пуштене у рад 1965. године.
У оквиру Термо-сектора је оформио и руководио Нуклеарним бироом. Стручни кадар је пронашао на Електротехничком факултету, где је 1955. уписана прва генерација студената на Нуклеарном одсеку. Налазио се у Савезној комисији за нуклеарну енергију, у изради идејних пројеката за нуклеарне електране и у избору локација у Југославији за њихову изградњу. У Енергопројекту је био у сталном радном односу до 1960. године, али је и касније ангажован као саветник за термоенергетику.
У сарадњи са тимом стручњака из Института за нуклеарне науке Винча је радио на истраживању експлоатационог проблема прљања ложишта и екранских цеви код котлова на спрашени лигнит. Истраживања су пружила драгоцена упутства о начину вођења погона, ради смањења штетних последица, приликом коришћења појединих врста домаћег лигнита.
Заједно са Инсититутом за нуклеарне науке Винча учествовао је и у решавању проблема прегревања и пуцања екранских цеви, услед појаве потхлађеног кључања. Установљена је могућност прецизног одређивања положаја зоне потхлађеног кључања и праћења процеса стварања чврстих наслага, како би се благовремено спречило пуцање цеви и на тај начин контролисања овог феномена, који је угрожавао погонску спремност котлова.
Од 1926. године до 1930. је радио као асистент за парне турбине на тадашњем Техничком факултету. У периоду 1948—1957 је био хонорарни вандредни професор, а у периоду 1957—1962 је радио као редовни професор Електротехничког факултета, где је предавао је „Термодинамику и термичке машине”. Године 1958. је изабран за хонорарног вандредног професора, а 1960. је постао редовни професор Машинског факултета, где је предавио предмете „Пројектовање термоелектрана” и „Опрема и експлоатација термоелектрана”. Пензионисао се 1966. али је и након тога предавао до 1973. на Машинском факултету. Школске 1970/71 је предавао на Машинском факултету Универзитета у Приштини. Предавао је и на Факултету техничких наука у Новом Саду школске 1972/73.
Био је члан великог броја стручних тела и комисија у области енергетике, оснивач је и дугогодишњи члан управе Савеза термичара Југославије, члан управе Републичког одбора Друштва термичара Србије (1971) и почасни члан Југословенског друштва термичара (1973).
У периоду 1961—1980. заступао је Југословенску електропривреду у групи стручњака за термоелектране при Економском комитету Уједињених нација у Женеви. У периоду 1966—1974 је био саветник за термоелектране генералном директору Здруженог електропривредног предузећа Србије.

### Академик
17. децембра 1959. године је изабран за дописног члана, а 7. марта 1968. за радовног члана САНУ. Од 1971. до 1977. је био секретар Одељења техничких наука, а до краја живота је остао почасни члан Председништва САНУ.  У оквиру Техничког одељења, заједно са Зораном Зарићем је координирао истраживање топлотног оптерећења водотокова отпадном топлотом коју испуштају термоелектране. Од 1978. године је био координатор макропројекта „Термоенергетика и нови извори енергије”.

### Признања и награде
Добитник је бројних награда и признања за изузетне доприносе у стручном и научном раду, као што су Седмојулска награда за животно дело (1966), Сребрна плакета Енергопројекта, поводом петнаестогодишњице предузећа, Похвалница Топлане Нови Београд поводом завршнице изградње (1970), Диплома Машинског факултета у Београду за унапређење научног и стручног рада.
Универзитет у Београду му је 15. новембра 1971. доделио почасну титулу доктора.
Постхумни је добитник Повеље са плакетом „Ђорђе Станојевић” (1995), коју Електропривреда Србије, од 1995. додељује на Дан електропривреде (23. септембар/5. октобар, односно 6. октобар), појединцима и колективима заслужиним за допринос у развоју српске електропривреде.